# اللواء 137 مشاة ميكا (اليمن)
اللواء 137 مشاة ميكا هو لواء مشاة ميكانيك يمني يتبع القوات البرية اليمنية ويتمركز في محافظة المهرة، ويتبع عمليات المنطقة العسكرية الثانية.

## القادة
| م | القائد | بداية | نهاية | المدة |
| - | ------ | ----- | ----- | ----- |
| 1 |        |       |       |       |
| 2 |        |       |       |       |